# En tåre av glede
En tåre av glede är en sång som den norska sångerskan Elisabeth Andreassen sjöng och släppte år 2000 på singelskiva. 
Sången var aktionssång för norska "SOS Barnbyar" och handlar om en mors känslor för sitt barn, och barns tankar om att hjälpa de som inte har någon mor. Elisabeth Andreassen, kompositören Svein Gundersen och textförfattaren Stig Nilsson satt en dag, år 2000  hemma hos Andreassen då hennes femåriga dotter Anna kom in med en liten blombukett som hon plockat. Det gav idén till sången. 

### Fotnoter
1. ↑  ”Elisabeth Andreassen fansite”. Arkiverad från originalet den 11 november 2013. https://web.archive.org/web/20131111230922/http://www.elisabethandreassen-fansite.com/Biografi/lathistorik.html. Läst 22 april 2011.